# Ophiusa tettensis
Ophiusa tettensis  là một loài bướm đêm thuộc họ Erebidae. Nó được tìm thấy ở Châu Phi, bao gồm Mozambique, Nam Phi và Congo.